# Parmu
Parmu is een verlaten plaats in de Estlandse gemeente Rõuge, provincie Võrumaa. De plaats heeft toch nog steeds de status van dorp (Estisch: küla).
De plaats behoorde tot in oktober 2017 tot de gemeente Misso. In die maand werd Misso bij de gemeente Rõuge gevoegd.

## Bevolking
De plaats had op 31 december 2011 nog maar 1 inwoner en geen inwoners meer op 31 december 2021.

## Ligging
Bij Parmu ligt het drielandenpunt tussen Estland, Letland en Rusland. De grens met Letland volgt ongeveer de loop van de beek Laikupe (de Letse naam; in het Estisch heet de beek Lätioja, in het Võro Lätiuja). De beek mondt uit in de rivier Pededze (de Letse naam; in het Estisch heet de rivier Pedetsi, in het Võro Pedejä), die over een afstand van 6 km de grens tussen Estland en Rusland vormt. Aan de Estische kant van het drielandenpunt staat een grenspaal.
Het grootste deel van het dorp valt onder het natuurreservaat Parmu looduskaitseala, dat uit vier niet-verbonden stukken bestaat. Het deel waar Parmu onder valt, beslaat 515,8 hectare. Het reservaat in zijn totaliteit beslaat 990 hectare.

## Geschiedenis
Parmu werd voor het eerst genoemd in 1805 als Parmo Peter, een boerderij. Vanaf 1850 heette het latere dorp Parmo. Het lag op het landgoed van Illingen (Misso). In de 19e en de 20e eeuw bestond Parmu uit niet meer dan één boerderij en twee boswachtersposten. Tussen 1977 en 1997 maakte het dorp deel uit van het noordelijke buurdorp Kiviora.